# Poul Møller
Poul Møller (ur. 13 października 1919 w Kopenhadze, zm. 5 września 1997) – duński polityk, należący do Konserwatywnej Partii Ludowej, Poseł do Parlamentu Europejskiego.
Zasiadając w Parlamencie Europejskim był:
- Członkiem grupy Europejskich Demokratów (1979-81). Od 1981 do 1986 należał do Prezydium tejże frakcji politycznej.
- Wiceprzewodniczącym Parlamentu Europejskiego oraz Prezydium (1979-86),
- Wiceprzewodniczącym Delegacji ds. stosunków z Chińską Republiką Ludową (1983-84),
- Członkiem Komisji ds. Kwestii Politycznych (1979-80),
- Członkiem Komisji ds. Energii, Badań Naukowych i Technologii (1984-85),
- Członkiem Delegacji ds. stosunków z państwami Europy Północnej i Rady Nordyckiej (1985-86)[1].